# Act Against AIDS
Act Against AIDS（アクト・アゲインスト・エイズ）は、芸能事務所のアミューズを中心に音楽業界が力を合わせ展開してきたエイズ啓発運動。略称：AAA。1993年7月20日に設立、2020年7月20日に活動終了。

## 概要

### 活動開始・目的
「エイズという怖い病気が出てきた。感染すると必ず死んでしまう」「感染者に触れるだけでうつってしまう」といった当時流れていた新しい病に対する無知から生じた誤解と偏見をなくし正しい知識を広めることを目的に、1993年に俳優の岸谷五朗・寺脇康文が発起人となり、音楽業界やゲーム業界を中心に、ミュージシャン、俳優、タレント（主に岸谷・寺脇の所属事務所である、アミューズ所属者やその友人）らが集まり無償で出演するコンサートイベントとして開始された。以来27年間、AAAは、講演会、フリーマーケット、小学生・中学生・高校生も加わり（学校の文化祭や授業など含む）、「エイズについて考えよう」「エイズをもっと知ろう」「エイズについて出来ることをしよう」と、多岐に渡る活動がなされていた。
2007年以降は三浦春馬が活動に積極的に参加、岸谷五朗や寺脇康文の意思を受けつぎ、2016年以降は正式にメイン（MC含む）として活動した。また、三浦は仕事で多忙な合間をぬって、2014年・2016年・2017年の3回に渡りラオ・フレンズ小児病院へ視察を行った。
なお、AAAのポスターを最初に描いたのは画家のキース・ヘリング（自身もHIVで亡くなった）。この“患者の肩を左手で抱き、右手で握手をする健常者”のイメージはかつてAAAのロゴとして使われていた。
AAAコンサートイベント中盤、毎年恒例となっているAAA報告のコーナーでは、MC（岸谷五朗・寺脇康文・三浦春馬）が、集められたチケット代でどのような活動ができたのかを報告している。収益報告は公式Twitterからも周知されている。収益金は国内外のHIV感染者・患者への支援やエイズ基礎知識の啓発資料の制作費などにあてられ、26年間25ステージのトータルで、2億9224万1690円を寄付。

### 活動終了
2018年に、「2020年7月をもって活動を終了する」こと、また、「2020年からは『アクト・アゲインスト・エニシング』（英語: Act Against Anything）という名称で、栄養失調や脳性まひなどといった病気で苦しんでいる子供達への支援などを幅広く行う」ことが発表された。  Act Against AIDSの終了理由として、治療法の進歩により死亡率が激減した事もあってエイズを取り巻く環境は大きく変わり、HIV感染を早期に知り、適切な治療を受ければエイズ発症を防ぐことができるようになり、様々なメディアにおいても海外での動向も含め、エイズに関する正しい情報が発信されるようになり、設立当初の目的である「無知の状態からのエイズ啓発」という意味では、一定の成果をあげることができたという認識のもと、一つの区切りとしての終了であるとしている。
2020年7月20日付での活動終了が公式サイト上で明記されている。同サイトやFacebook、Twitterも2020年11月30日いっぱいで終了。これにより、1993年から開始したこの活動は27年の歴史に幕を降ろした。
2020年12月1日に日本武道館で行われる『Act Against Anything VOL.1「THE VARIETY 27」』を皮切りに『アクト・アゲインスト・エニシング』の活動が開始された。

### 特記事項
2020年7月18日の三浦春馬の死去を受け、同年9月4日、所属事務所のアミューズは『今後の三浦春馬に関するアミューズの全ての利益は、三浦春馬基金（仮称）を2020年内に立ち上げ、本人の遺志を継ぎ、これまで携わってきた「Act Against AIDS（現：ACT AGAINST ANYTHING）」の活動を通してラオフレンズ小児病院を始めとする、あらゆる困難に立ち向かう人々への寄付・支援に充てる』と発表した。

## Act Against AIDS（AAA）コンサート
12月1日の「世界エイズデー」に、多くの歌手やアーティスト、俳優、タレント等の協力により日本各地で「AAAコンサート」を開催。ステージからさまざまなメッセージが発信され、会場ではパネル展示などで、エイズへの理解と関心を来場者へ訴えた。毎年、東京、名古屋、大阪、札幌、福岡を始めとする日本全国の他、台北や香港、バンコクなどの海外でも同時開催されたこともあり、コンサートの模様はNHKや民放各社、WOWOWなどで放送された。コンサートの収益金や会場での募金は、国内外のエイズ啓発活動、支援活動へ寄付された。
- 1996年からパシフィコ横浜 国立大ホールにて個人単位で不定期に開催していたミュージシャンには、サザンオールスターズの桑田佳祐がおり、11月30日・12月1日・12月2日（1998年以降）の3日間、単一のテーマに沿ったコンサートを行っていたほか、AAA活動とは関係のない未開催の年に行う通常のコンサートにおいてもエイズに関する啓発パンフレットを配布したうえ、“桑田佳祐×AAAグッズ”としてTシャツやコンドームケースの制作・販売及びそこから得た利益を最新のエイズの基礎知識を収録した啓発パンフレット・ポスターの制作・教育機関や保健所への発送に充てるなど、AAA活動への貢献を続けた[10]。

## 学校や保健所等との啓発活動
AAAコンサート収益金や募金、運営会員各社などの支援によりAAAエイズ啓発ポスターやパネル、パンフレットなどエイズ啓発素材が作られた。それらは1995年より学校の文化祭や授業、また地域のイベントなどで幅広く活用された。希望、問い合わせが数多くあり、NGOの啓発活動としては日本最大規模となった。1997年より日本全国の小学校から大学や企業まで幅広く講演を開催。
- 1995年度    78か所（全国の高等学校に案内開始）
- 1996年度    185か所
- 1997年度    130か所
- 1998年度    213か所
- 1999年度    315か所（全国の高等学校に加え、保健所、保健センターにも案内開始）
- 2000年度    378か所
- 2001年度    400か所
- 2002年度    373か所
- 2003年度    398か所
- 2004年度    418か所
- 2005年度    454か所
- 2006年度    469か所
- 2007年度    550か所
- 2008年度    571か所
- 2009年度    551か所
- 2010年度    611か所
- 2011年度    606か所
- 2012年度    644か所
- 2013年度    677か所
- 2014年度    872か所
- 2015年度    900か所
- 2016年度    921か所
- 2017年度    840か所
- 2018年度    878か所
- 2019年度    857か所

## 海外のエイズ対策への支援活動
AAAコンサート日本武道館会場からの収益金を活用し、2005年より毎年、ラオスで実施されているエイズ対策へ支援活動を実施。ルアンパバーン県に開院した「ラオ・フレンズ小児病院｣プロジェクトに世界各国と共に参加、現地のHIV/エイズを中心とした小児医療支援に取り組んだ。
支援金などをもとに、2015年にはラオスで『ラオ・フレンズ小児病院』を設立。
- 三浦春馬は、Act Against AIDS「THE VARIETY」の活動を通じてラオ・フレンズ小児病院へ3度の視察を行っている（2014、2016、2017）。ラオ・フレンズ小児病院から三浦には“感謝状”が届けられた[13]。

## AAA後援運営会員リスト
（五十音順）
後援
- 一般社団法人コンサートプロモーターズ協会
- 一般社団法人日本音楽事業者協会
- 一般社団法人日本音楽出版社協会
- 一般社団法人日本音楽制作者連盟
- 一般社団法人日本レコード協会

運営会員社（2020年2月14日現在）
- アーク
- アーティマージュ
- アイアールシートゥコーポレーション
- アイ・ピー・エー
- あさひ法律事務所
- アジマァ
- アソジア
- アップフロントエージェンシー
- アップフロント音楽出版
- アボット ジャパン
- アミューズ
- アワーソングス
- イープラス
- 幾三音楽出版
- 五木プロモーション
- イノベーター
- OORONG-SHA
- ウエス
- ウェルストーン・ヴォイス
- エイトデイズ
- エイベックス・エンタテインメント
- エイベックス・マネジメント
- エイベックス・ミュージック・パブリッシング
- A-Sketch
- エー・ビー・シーメディアコム
- エクシング
- エニー
- NHK出版
- エフエフエム
- エフエムサウンズ
- FM NACK5
- FM NORTH WAVE
- FM802
- FMヨコハマ
- エフ・オー・ビー企画
- エフ・スピリット
- エフ・ビー・アイプランニング
- MSエンタテインメント
- LDH JAPAN
- オー・エンタープライズ
- オー・エンタープライズ・ミュージック
- 大阪シティドーム
- オービーシーミュージックセンター
- オールスタッフ
- オールスパイスカンパニー
- オデッセー
- オフィスオーガスタ
- オリコン
- オン・アソシエイツ音楽出版
- 甲斐オフィス
- 金子洋明事務所
- カプコン
- カルチャーブレーンエクセル
- ギャガ
- キャブ
- キャンディープロモーション
- キャンプ
- キューブ
- キョードー大阪
- キョードー東海
- キョードー東京
- キョードー東北
- キョードー西日本
- キョードー北陸
- キョードー横浜
- 揆楽舎
- キングレコード
- グッデイ
- クラウンミュージック
- クラブ・ハウス・パブリッシャーズ
- グリーンズコーポレーション
- グローイングアップ
- cross fm
- 芸音出版
- ケンプファー
- コータロー音楽事務所
- コロニーサーフ音楽出版
- コロムビアソングス
- コンサートプロモーターズ協会
- サウンドクリエーター
- さだ企画
- さとう音楽事務所
- ザ・ミュージックス
- ザ・ミュージックス音楽出版
- SAMURAI JEANS
- サンクレスト
- 三光ソフランホールディングス
- サンデーフォークプロモーション
- サンミュージック出版
- サンミュージックプロダクション
- サンライズプロモーション東京
- サンライズミュージック
- ジー・アイ・ピー
- CNプレイガイド
- J-WAVE
- ZIP-FM
- シャイン・コーポレーション
- ジャパンエフエムネットワーク
- 週刊ファミ通
- 松竹エンタテインメント
- 松竹音楽出版
- 松竹芸能
- シンコーミュージック・エンタテイメント
- スイート・ベイジル
- ズームリパブリック
- スカイラーク音楽出版
- スコップミュージック
- スタジオジブリ
- スピードスター・ミュージック
- スペースシャワーネットワーク
- スマイル音楽出版
- スマイルカンパニー
- 住友不動産
- セガ
- セブンシーズミュージック
- セブンスソフトハウス
- セブンス・ヘブン
- セブンノーツ
- セレブランツ
- 全栄企画
- セントラルミュージック
- ソニー・クリエイティブプロダクツ
- ソニー・ミュージックアーティスツ
- ソニー・ミュージックエンタテインメント
- ソニー・ミュージックソリューションズ
- ソニー・ミュージックパブリッシング
- 第一音楽出版
- 第一興商
- タイスケ
- 大洋音楽
- 宝塚クリエイティブアーツ
- 竹中偉胤
- ダダミュージック
- 田辺エージェンシー
- 田辺音楽出版
- TSUTAYA
- ディアステージ
- ティーズ・コーポレーション
- TBSラジオ
- ティーワイ エンタテインメント
- ティー ワイ リミテッド
- ディーワンダーランド
- ディスクガレージ
- テイチクエンタテインメント
- テイチクミュージック
- デューク
- テレビ朝日ミュージック
- テレビ東京ミュージック
- 電通ミュージック・アンド・エンタテインメント
- トイズファクトリー
- 東映アニメーション音楽出版
- 東映音楽出版
- TOKYO FM
- 東宝ミュージック
- トゥモローハウス
- 徳間ジャパンコミュニケーションズ
- トムス・ミュージック
- トライストーン・エンタテイメント
- ドリーミュージックアーティストマネージメント
- ドリーミュージックパブリッシング
- ドワンゴ
- 永嶋公認会計士事務所
- 長良プロダクション
- NACK5ミュージック
- ナムコ
- 日音
- 日産スタジアム
- 日本クラウン
- 日本コロムビア
- ニッポン放送
- ニフティ
- 日本音楽事業者協会
- 日本音楽出版社協会
- 日本音楽制作者連盟
- 日本コンパクトディスク・ビデオレンタル商業組合
- 日本出版販売
- 日本テレビ音楽
- 日本レコード協会
- ネクストロード・プロダクション
- ネクストワン
- ノースロード・ミュージック
- 乃村工藝社
- バーニングパブリッシャーズ
- バーニングプロダクション
- ハイウェーブ
- パイン
- 博報堂キャスティング&エンタテインメント
- 箱豊製函
- パシフィコ横浜
- バックステージプロジェクト
- バッド・ミュージック
- バッド・ミュージック・グループ音楽出版
- バップ
- バップ音楽出版
- パナソニック
- パパドゥ音楽出版
- パワープレイミュージック
- ハンズオン・エンタテインメント
- バンダイナムコアーツ
- バンダイナムコライブクリエイティブ
- ぴあ
- ビーイング
- ビー・エー・シー
- ピーエムエージェンシー
- ビーサイド
- ビクターエンタテインメント
- ビクターミュージックアーツ
- ビッグイヤーアンツ
- ヒップランドミュージックコーポレーション
- ひばりプロダクション
- ヒビノ
- ファー・イースト・カンパニー
- ファー・イースト・クラブ
- ファイヤー音楽出版
- フォーライフミュージックエンタテインメント
- フジパシフィックミュージック
- プラナ
- ブリッジ
- プロジェクトスリー
- プロダクション尾木
- プロダクション人力舎
- プロマックス
- 文化放送
- ペア企画
- bay fm
- ポイントローズ
- 放送出版エージェンシー
- ホットスタッフ・プロモーション
- ポニーキャニオン
- ポニーキャニオンアーティスツ
- ポニーキャニオン音楽出版
- ポリスター
- ホリプロ
- マーヴェリック・ディー・シー
- マイクロキャビン
- マウントアライブ
- マセキ芸能社
- M・A・Cエイズ基金
- MASH A&R
- マナセ音楽出版
- マナセプロダクション
- ミスターミュージック
- ミュージカル・ライツ・東京
- ミュージック・コピーライト・センター
- ミュージックファン
- ミュージック リーグ
- ミライム
- ミリカ・ミュージック
- メディアプルポ
- 森田・山田法律事務所
- ヤングジャパングループ
- ユイミュージック
- 遊コン
- ユーズミュージック
- ユニバーサルミュージック
- ユニバーサル・ミュージック・パブリッシング
- 夢番地
- 横浜アリーナ
- 吉本興業
- ライジングパブリッシャーズ
- ライジングプロ・ホールディングス
- ライフ
- ライブ・ビューイング・ジャパン
- 楽工房
- ランデブー
- リアルロックス
- レインボーエンタテインメント
- レコチョク
- レッド・エンタテインメント
- ローソン
- ローソンエンタテインメント
- ロードアンドスカイ
- ロードアンドスカイ音楽出版
- ロックダムアーティスツ
- ワーナーミュージック・ジャパン
- ワールドアパート
- ワイエスコーポレーション
- ワイランド
- ワタナベエンターテインメント
- 渡辺音楽出版
- 渡辺プロダクション